# Руда-Колтовская
Руда-Колтовская (укр. Руда-Колтівська) — село в Золочевской городской общине Золочевского района Львовской области Украины.
Население по переписи 2001 года составляло 178 человек. Занимает площадь 0,622 км². Почтовый индекс — 80741. Телефонный код — 3265.